# Halícies
Halícies (llatí: Halicyae grec antic: Ἁλικύαι) va ser una ciutat de Sicília, a la costa occidental, a uns 15 km al sud de Segesta entre Entella i Lilibèon. Se suposa que era una ciutat dels sicans, i que va dependre sovint de Segesta. Quan és esmentada per primer cop era dependent de Cartago, i el 397 aC quan les ciutats gregues es van revoltar contra els cartaginesos en arribar a la zona Dionís de Siracusa, Halícies va ser una de les ciutats que es van mantenir lleials als púnics Dionís va assolar el seu territori, i l'any 396 aC la ciutat va signar un tractat d'aliança amb els siracusans, tractat que van trencar quan va aparèixer per Sicília el general cartaginès Himilcó amb un fort exèrcit, retornant a l'aliança cartaginesa.
No torna a ser esmentada fins al 276 aC durant l'expedició de Pirros de l'Epir, quan seguint els passos de Selinunt i Segesta es va declarar a favor del rei epirota.
A la Primera Guerra Púnica va seguir a Segesta en la seva revolta contra Cartago i es va aliar a Roma, i mercès a això va ser reconeguda per Roma com a ciutat federada, immune i lliure (foedere immunes ac liberae), privilegis que encara tenien els seus ciutadans en temps de Ciceró a la meitat del segle i aC. Però aquests privilegis no els van lliurar de les exaccions de Verres.
Al segle i apareix com a ciutat estipendiària ordinària, segons Plini el Vell, i sembla que havia perdut els antics privilegis. Ja no torna a ser esmentada més tard.
S'ha identificat amb la moderna Salemi. El nom modern i antic sembla derivar d'unes fonts termals salades a la rodalia. És a uns 30 km a l'est de Marsalas (l'antiga Lilibèon) i uns 25 km al nord de l'antiga Selinunt.